# HC Salamat Kirkkonummi
Le HC Salamat est un club de hockey sur glace de Kirkkonummi en Finlande. Il évolue en Suomi-sarja, le troisième échelon finlandais.

## Historique
Le club est transféré d'Espoo (ancien EPS, Espoon Palloseura) à Kirkonummi en 2002, prend son nom actuel et est promu en Mestis (deuxième division) l'année suivante. Il redescend en Suomi-Sarja au terme de la saison 2007-2008.

## Palmarès
- Vainqueur de la Suomi-sarja: 2003.